# Lerista borealis
Lerista borealis — вид сцинкоподібних ящірок родини сцинкових (Scincidae). Ендемік Австралії.

## Поширення і екологія
Lerista borealis мешкають в регіоні Кімберлі у Західній Австралії та на крайньому заході Північної Території. Вони живуть в сухих рідколіссях і чагарникових заростях, що ростуть на піщаних ґрунтах, серед опалого листя і ґрунту.